# Усть-Пристань
Усть-Пристань — деревня в Дмитровском городском округе Московской области России. До 2018 года входила в состав сельского поселения Большерогачёвское.

## Расположение
Расположена при впадении реки Яхромы в реку Сестру, имеется два пруда. Эти реки использовались для судоходства с древнейших времён, являясь важнейшими водными путями.
Соединена автобусным сообщением с городом Дмитровом и деревней Нижнево. Рядом расположены населённые пункты: Чернеево, Соколовский Починок, Трёхсвятское, Ольсово, Борки, село Рогачёво, Андрианково и Атеевка.

## История
Селение Усть-Пристань относилось к Повельскому стану. В 1562 году упоминается как деревня Устье, в ней числилось 2 двора, принадлежала монастырю Медведева пустынь.
В 1859 — казённая деревня Устье при реках Яхроме и Сестре, притоке Дубны. Имелось 25 дворов. Население — 125 мужчин, 121 женщина.
Впервые упоминается как Устье-Пристань в конце XIX века. В 1890 — деревня Устье-Пристань Короваевской волости 3-го стана, 384 жителя.
С 1845 по 1860 годе через деревню по Сестре проходил Екатерининский водный путь, который вёл из Москва-реки через Истру, Сестру и Дубну в верховья Волги, к Твери и далее, через Вышневолоцкую систему, к Новгороду и столице, Санкт-Петербургу. 
В связи с постройкой Николаевской железной дороги Екатерининский путь был закрыт.
В 1899 — Устье Пристань, 280 жителей.
В 1909 — здесь упоминается казённая винная лавка. В 1911 — 43 двора. В 1914 — упоминается водяная мельница общества крестьян 25 селений (существовала с 1889 года, арендатор Василий Тимофеевич Орденов, 1 рабочий).
В XIX веке в деревне существовала деревянная часовня, до наших дней не дошедшая.
В 1924 году согласно сборнику "Дмитровский уезд" в Усть-Пристани находились: школа, водяная мельница и прокатный пункт.
В 1926 — деревня Устье-Пристань Нижневского сельсовета Рогачёвской волости Дмитровского уезда Московской губернии. 49 крестьянских дворов. 226 жителей (89 мужчин, 137 женщин).
В 1927 году из Нижневского выделение Усть-Пристаньского сельсовета. В 1929 году Усть-Пристань входит в состав Трёхсвятского сельсовета.

## Население
| 1859 | 1890 | 1899 | 1926 | 2002 | 2006 | 2010 |
| ---- | ---- | ---- | ---- | ---- | ---- | ---- |
| 246  | ↗384 | ↘280 | ↘226 | ↘10  | →10  | ↘9   |